# Ścieżki młodości
Ścieżki młodości (jap. アオハライド Aoharaido; wydane z podtytułem Ao Haru Ride) – manga napisana i zilustrowana przez Io Sakisakę. Kolejne rozdziały mangi ukazywały się w magazynie „Bessatsu Margaret” wydawnictwa Shūeisha od stycznia 2011 do lutego 2015.
Manga została zaadaptowana w formie anime, które zostało wyprodukowane przez studio Production I.G. Seria ta miała swoją premierę w 2014 roku; z serią tą związany jest także odcinek OVA oraz odcinek audio. 
Wyprodukowano także film live action, który miał swoją premierę 13 grudnia 2014.
W Polsce manga została wydana nakładem wydawnictwa Waneko.

## Bohaterowie
- Futaba Yoshioka (jap. 吉岡 双葉 Yoshioka Futaba)

Seiyū: Maaya Uchida 
- Kō Mabuchi (jap. 馬渕 洸 Mabuchi Kō)

Seiyū: Yūki Kaji 
- Yūri Makita (jap. 槙田 悠里 Makita Yūri)

Seiyū: Ai Kayano 
- Shūko Murao (jap. 村尾 修子 Murao Shūko)

Seiyū: Mikako Komatsu 
- Aya Kominato (jap. 小湊 亜耶 Kominato Aya)

Seiyū: KENN 
- Yōichi Tanaka (jap. 田中 陽一 Tanaka Yōichi)

Seiyū: Daisuke Hirakawa 

## Manga
Seria Ścieżki młodości została napisana i ilustrowana przez Io Sakisakę. Kolejne rozdziały tej mangi ukazywały się w magazynie „Bessatsu Margaret” wydawnictwa Shūeisha od 13 stycznia 2011 do 13 lutego 2015.
| Nr | Język japoński   | Język japoński         | Język polski         | Język polski           |
| Nr | Data wydania     | ISBN                   | Data wydania         | ISBN                   |
| -- | ---------------- | ---------------------- | -------------------- | ---------------------- |
| 1  | 13 kwietnia 2011 | ISBN 978-4-08-846647-7 | 20 lutego 2014       | ISBN 978-83-63769-69-7 |
| 2  | 25 sierpnia 2011 | ISBN 978-4-08-846690-3 | 18 kwietnia 2014     | ISBN 978-83-63769-70-3 |
| 3  | 22 grudnia 2011  | ISBN 978-4-08-846731-3 | 18 czerwca 2014      | ISBN 978-83-63769-72-7 |
| 4  | 13 kwietnia 2012 | ISBN 978-4-08-846759-7 | 21 sierpnia 2014     | ISBN 978-83-63769-73-4 |
| 5  | 24 sierpnia 2012 | ISBN 978-4-08-846818-1 | 21 października 2014 | ISBN 978-83-63769-74-1 |
| 6  | 25 grudnia 2012  | ISBN 978-4-08-846869-3 | 15 grudnia 2014      | ISBN 978-83-63769-76-5 |
| 7  | 25 kwietnia 2013 | ISBN 978-4-08-845028-5 | 20 lutego 2015       | ISBN 978-83-63769-77-2 |
| 8  | 23 sierpnia 2013 | ISBN 978-4-08-845085-8 | 20 kwietnia 2015     | ISBN 978-83-63769-70-3 |
| 9  | 10 stycznia 2014 | ISBN 978-4-08-845151-0 | 19 czerwca 2015      | ISBN 978-83-63769-80-2 |
| 10 | 23 maja 2014     | ISBN 978-4-08-845211-1 | 20 sierpnia 2015     | ISBN 978-83-63769-81-9 |
| 11 | 25 sierpnia 2014 | ISBN 978-4-08-845256-2 | 20 października 2015 | ISBN 978-83-64891-94-6 |
| 12 | 12 grudnia 2014  | ISBN 978-4-08-845314-9 | 11 grudnia 2015      | ISBN 978-83-65229-72-4 |
| 13 | 25 maja 2015     | ISBN 978-4-08-845389-7 | 22 lutego 2016       | ISBN 978-83-65229-73-1 |

Do limitowanej edycji dziesiątego tomu mangi dołączono odcinek audio zawierający oryginalną historię. Na płycie znajdują się także dodatkowo komentarze obsady. Do jedenastego tomu mangi dołączono także odcinek OVA.
12 grudnia 2014 roku wydano dwunasty tom mangi także w edycji limitowanej, do której dołączono ostatni, finałowy odcinek anime. 
Manga została łącznie sprzedana w ponad 5,84 miliona egzemplarzy (stan na 9 maja 2014 roku). Ostatni, trzynasty tom mangi w ciągu pierwszych 6 tygodni od premiery (25 maja – 28 czerwca 2015) został sprzedany w ponad 862 tysiącach egzemplarzy.

## Anime
Adaptacja telewizyjna w formie anime została wyprodukowana przez studio Production I.G; reżyserem została Ai Yoshimura, natomiast za scenariusze odpowiadała Tomoko Konparu. Kolejne odcinki miały swoją premierę od 7 lipca 2014 na kanale Tokyo MX.
Czołówka serii została wykonana CHiCO we współpracy z HoneyWorks, natomiast ending wykonał japoński zespół rockowy Fujifabric. Dodatkowo zespół Chelsy wykonuje piosenkę która pojawia się na ścieżce dźwiękowej do serialu.
Odcinek OVA został dołączony do jedenastego tomu mangi.
| N/o | Tytuł     | Premiera         |
| --- | --------- | ---------------- |
| 0   | UNWRITTEN | 25 sierpnia 2014 |
| 1   | PAGE.1    | 7 lipca 2014     |
| 2   | PAGE.2    | 14 lipca 2014    |
| 3   | PAGE.3    | 21 lipca 2014    |
| 4   | PAGE.4    | 28 lipca 2014    |
| 5   | PAGE.5    | 4 sierpnia 2014  |
| 6   | PAGE.6    | 11 sierpnia 2014 |
| 7   | PAGE.7    | 18 sierpnia 2014 |
| 8   | PAGE.8    | 25 sierpnia 2014 |
| 9   | PAGE.9    | 1 września 2014  |
| 10  | PAGE.10   | 8 września 2014  |
| 11  | PAGE.11   | 15 września 2014 |
| 12  | PAGE.12   | 22 września 2014 |
| 13  | PAGE.13   | 12 grudnia 2014  |

## Film live-action
13 grudnia 2014 roku premierę miał film live-action, będący ekranizacją mangi. Reżyserem filmu był Takahiro Miki, natomiast w głównych rolach wystąpili Tsubasa Honda jako Futaba Yoshioka oraz Masahiro Higashide jako Kō Mabuchi. W pozostałych rolach wystąpili m.in. Izumi Fujimoto (Yūri Makita), Yua Shinkawa (Shūko Murao) oraz Ryō Yoshizawa (Aya Kominato).
Film zarobił w Japonii 1,9 miliarda jenów (16 milionów dolarów amerykańskich) i był 19 filmem na liście najbardziej zyskownych filmów wyprodukowanych na krajowych warunkach w 2015 roku.